# Lijst van kardinalen gecreëerd door paus Paulus VI

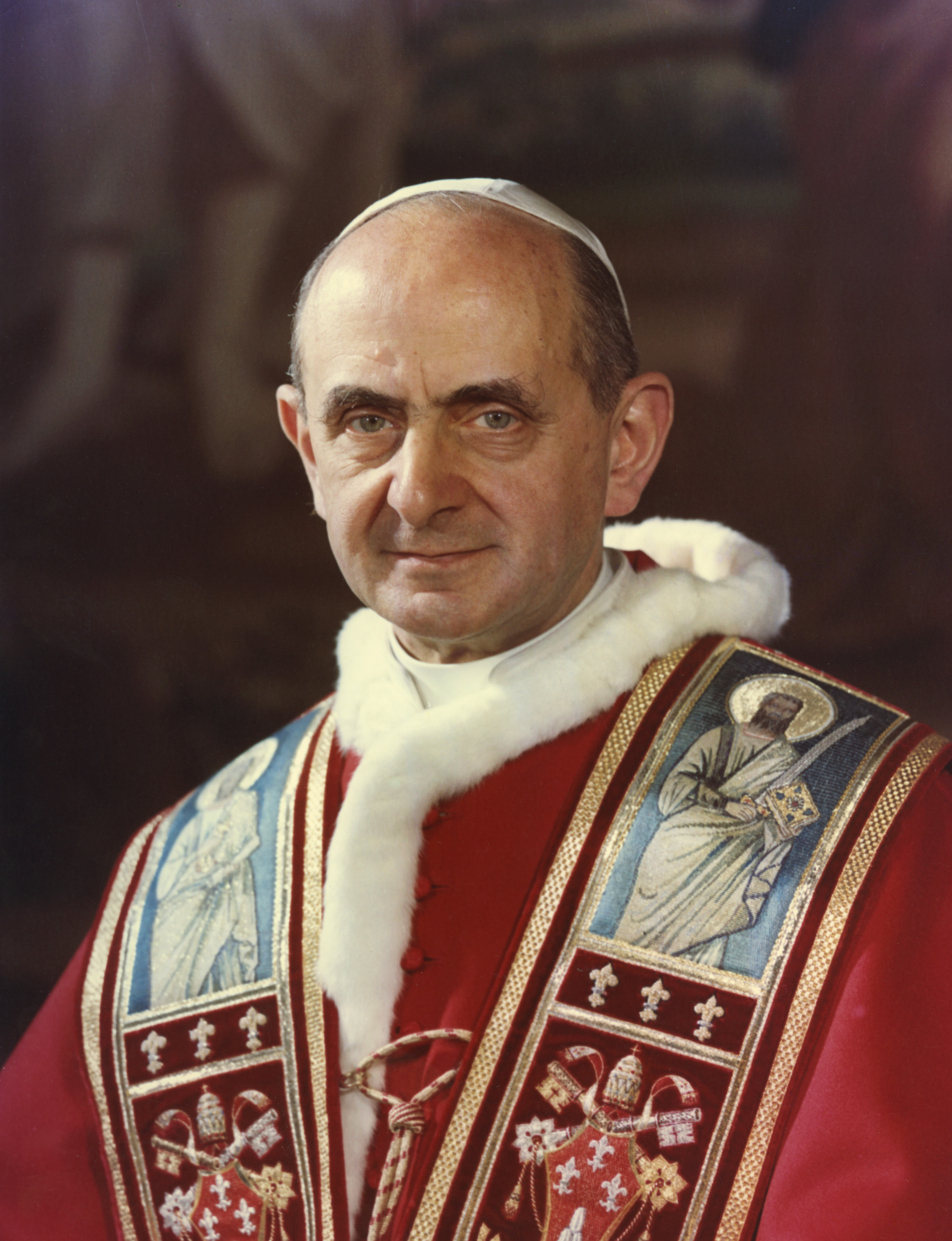
Paus Paulus VI (begin 1969)

Hieronder volgt een lijst van kardinalen gecreëerd door paus Paulus VI.

## Consistorievan 22 februari 1965
- Maximos IV Saigh MSP, patriarch van Antiochië van de Melkieten, Syrië,
- Boulos Boutros Meouchi, patriarch van Antiochië van de Maronieten, Libanon
- Stephanos I Sidarouss CM, patriarch van Alexandrië van de Kopten, Egypte
- Josyf Ivanovycè Slipyj, grootaartsbisschop van Lviv, Oekraïne, Sovjet-Unie (Oekraïense Grieks-Katholieke Kerk)
- Lorenz Jäger, aartsbisschop van Paderborn, Bondsrepubliek Duitsland
- Thomas Benjamin Cooray, OMI, Aartsbisschop van Colombo, Sri Lanka
- Josef Beran, aartsbisschop van Praag, Tsjechoslowakije
- Maurice Roy, aartsbisschop van Quebec, Canada
- Joseph-Marie-Eugène Martin, aartsbisschop van Rouen, Frankrijk
- Owen McCann, aartsbisschop van Kaapstad, Zuid-Afrika
- Léon-Etienne Duval, aartsbisschop van Algiers, Algerije
- Ermenegildo Florit, aartsbisschop van Florence, Italië
- John Carmel Heenan. aartsbisschop van Westminster, Verenigd Koninkrijk
- Paul Zoungrana, MAfr, aartsbisschop van Ouagadougou, Opper-Volta
- Lawrence Joseph Shehan, aartsbisschop van Baltimore, Verenigde Staten van Amerika
- Agnelo Rossi, aartsbisschop van São Paulo, Brazilië
- Giovanni Colombo, aartsbisschop van Milaan, Italië
- William John Conway, aartsbisschop van Armagh, Ierland
- Enrico Dante, titulair aartsbisschop van Carpasia, secretaris van de Congregatie voor de Riten
- Ángel Herrera Oria, bisschop van Málaga, Spanje
- Cesare Zerba, titulair aartsbisschop van Colosse, secretaris van de Congregatie voor de Goddelijke Eredienst en de Regeling van de Sacramenten
- Federico Callori di Vignale, pauselijk huismeester
- Joseph-Léon Cardijn, oprichter van de Katholieke Werknemers Jeugdorganisatie
- Charles Journet, titulair aartsbisschop van Furnos Minor, huiselijk prelaat van Z.H.
- Giulio Bevilacqua, titulair aartsbisschop van Gaudiaba, bisschop-coadjutor van Brescia, Italië
- Jean-Marie Villot, aartsbisschop van Lyon, Frankrijk
- Franjo Šeper, aartsbisschop van Zagreb, Joegoslavië

## Consistorie van 29 juni 1967
- Francis Brennan, deken van de Sacra Rota Romana
- Pierre Veuillot, aartsbisschop van Parijs, Frankrijk
- Antonio Riberi, titulair aartsbisschop van Dara, apostolisch nuntius voor Spanje
- Angelo Dell'Acqua, titulair aartsbisschop van Chalcedon, substituut staatssecretaris
- Karol Wojtyła, aartsbisschop van Krakau, Polen, later paus Johannes Paulus II
- Antonio Samorè, titulair aartsbisschop van Tirnovo, secretaris van de Congregatie voor Buitengewone Kerkelijke Aangelegenheden
- John Patrick Cody, aartsbisschop van Chicago, Illinois,Verenigde Staten
- Pericle Felici, titulair aartsbisschop van Samosata, secretaris-generaal van de Centrale Coördinerende Commissie voor Postconciliaire aangelegenheden, pro-prefect van de Pauselijke Commissie tot herziening van de Codex Iuris Canonici
- John Joseph Krol, aartsbisschop van Philadelphia,Verenigde Staten
- Francesco Carpino, titulair aartsbisschop van Sardica, pro-prefect van de Congregatie voor de Goddelijke Eredienst en de Regeling van de Sacramenten
- Justinus Darmojuwono, aartsbisschop van Semarang, Indonesië
- Maximilien de Fürstenberg, titulair aartsbisschop van Palto, apostolisch nuntius voor Portugal
- Gabriel-Marie Garrone, titulair aartsbisschop van Torre di Numidia, pro-prefect van de Congregatie voor de Seminaries en Universiteiten
- Josef Clemens Maurer, CSsR, aartsbisschop van Sucre, Bolivia
- Patrick Aloysius O’Boyle, aartsbisschop van Washington,Verenigde Staten
- Pietro Parente, titulair aartsbisschop van Tolemaide di Tebaide, secretaris van de Congregatie voor de Geloofsleer
- Michele Pellegrino, aartsbisschop van Turijn, Italië
- Alexandre-Charles Renard, aartsbisschop van Lyon, Frankrijk
- Corrado Ursi, aartsbisschop van Napels, Italië
- Egidio Vagnozzi, titulair aartsbisschop van Mira, apostolisch gedelegeerde voor de Verenigde Staten
- Giuseppe Beltrami, titulair aartsbisschop van Damascus, apostolisch nuntius voor Nederland
- Alfred Bengsch, aartsbisschop van Berlijn, Bondsrepubliek Duitsland
- Carlo Grano, titulair aartsbisschop van Tessaloniki, apostolisch nuntius voor Italië
- Dino Staffa, titulair aartsbisschop van Cesaria di Palestrina, pro-prefect van de Hoogste Rechtbank van de Apostolische Signatuur
- Benno Gut, O.S.B., abt-primaat van de Benedictijner Confederatie
- Alfredo Pacini, titulair aartsbisschop van Germia, apostolisch nuntius voor Zwitserland
- Nicolas Fasolino, aartsbisschop van Santa Fe, Argentinië

## Consistorie van 28 april 1969
- John Joseph Wright, bisschop van Pittsburg,Verenigde Staten
- Mario Casariego y Acevedo, CRS, aartsbisschop van Guatemala
- Terence James Cooke, aartsbisschop van New York,Verenigde Staten
- Joseph-Albert Malula, aartsbisschop van Kinshasa, Zaïre
- John Francis Dearden, aartsbisschop van Detroit,Verenigde Staten
- François Marty, aartsbisschop van Parijs, Frankrijk
- Eugênio de Araújo Sales, aartsbisschop van Sǎo Salvaldor de Bahia, Brazilië
- Sebastiano Baggio, titulair aartsbisschop van Efese, apostolisch nuntius voor Brazilië
- Paolo Bertoli, titulair aartsbisschop van Nicomedia, apostolisch nuntius voor Frankrijk
- John Joseph Carberry, aartsbisschop van Saint Louis, Verenigde Staten
- Vicente Enrique y Tarancón, aartsbisschop van Toledo, Spanje
- George Bernard Flahiff C.S.B., aartsbisschop van Winnipeg, Canada
- Paul-Joseph-Marie Gouyon, aartsbisschop van Rennes, Frankrijk
- Gordon Gray, aartsbisschop van Saint Andrews en Edinburgh
- Sergio Guerri, pro-president van de Pauselijke Commissie voor de Staat Vaticaanstad
- Joseph Höffner, aartsbisschop van Keulen, Duitsland
- Stephen Kim Sou-hwan, aartsbisschop van Seoel, Zuid-Korea
- Miguel Miranda y Gomez, aartsbisschop van Mexico-Stad, Mexico
- Mario Nasalli Rocca di Corneliano, prefect van het Apostolisch Paleis
- Silvio Angelo Pio Oddi, titulair aartsbisschop van Messembria, apostolisch nuntius voor België en Luxemburg
- Joseph Parecattil, aartsbisschop van Ernakulam, India
- Giuseppe Paupini, titulair aartsbisschop van Sebastopol van Abasagië, apostolisch nuntius voor Colombia
- Antonio Poma, aartsbisschop van Bologna, Italië
- Julio Rosales y Ras, aartsbisschop van Cebu, Filipijnen
- Alfredo Vicente Scherer, aartsbisschop van Porto Alegre, Brazilië
- Johannes Willebrands, titulair aartsbisschop van Mauriana, secretaris van het Secretariaat voor de Eenheid der Christenen
- Jean Daniélou S.J., titulair aartsbisschop van Taormina, Bisschop-coadjutor van Parijs, Frankrijk
- Paul Yü Pin, aartsbisschop van Nanking, China
- Giacomo Violardo, titulair aartsbisschop van Satafi, secretaris van de Congregatie voor de Goddelijke Eredienst en de Regeling van de Sacramenten
- Arturo Tabera Araoz, C.M.F., aartsbisschop van Pamplona, Spanje
- Jérôme Rakotamalala, aartsbisschop van Antananarivo, Madagaskar
- Paolo Muñoz Vega, S.J., aartsbisschop van Quito, Ecuador
- Thomas Peter McKeefry, aartsbisschop van Wellington, Nieuw-Zeeland
- in pectore (tot het consistorie van 1973): Iuliu Hossu, bisschop van Gherla, Roemenië
- in pectore (tot het consistorie van 1973): Stepán Trochta, S.D.B., bisschop van Litoměřice, Tsjecho-Slowakije

## Consistorie van 5 maart 1973
- Sergio Pignedoli, titulair aartsbisschop van Iconio, secretaris van de Congregatie voor de Evangelisatie van de Volkeren
- Albino Luciani, patriarch van Venetië, later gekozen tot paus Johannes Paulus I
- Ferdinando Giuseppe Antonelli, O.F.M., titulair aartsbisschop van Idicra, secretaris van de Congregatie voor de Heilig- en Zaligsprekingsprocessen
- Luis Aponte Martinez, aartsbisschop van San Juan Puerto Rico
- Paulo Evaristo Arns O.F.M., aartsbisschop van São Paulo, Brazilië
- Avelar Brandão Vilela, aartsbisschop van Sǎo Salvaldor de Bahia, Brazilië
- Joseph Marie Anthony Cordeiro, aartsbisschop van Karachi, Pakistan
- Marcelo González Martín, aartsbisschop van Toledo, Spanje
- Louis-Jean Guyot, aartsbisschop van Toulouse, Frankrijk
- Narciso Jubany Arnau, aartsbisschop van Barcelona, Spanje
- James Robert Knox, aartsbisschop van Melbourne, Australië
- Timothy Manning, aartsbisschop van Los Angeles,Verenigde Staten
- Humberto S. Medeiros, aartsbisschop van Boston Massachusetts,Verenigde Staten
- Umberto Mozzoni, titulair aartsbisschop van Side, apostolisch nuntius voor Brazilië
- Anibal Muñoz Duque, aartsbisschop van Bogota, Colombia
- Maurice Michael Otunga, aartsbisschop van Nairobi, Kenia
- Pietro Palazzini, titulair aartsbisschop van Cesare van Capadocië, secretaris van de Congregatie voor de Clerus
- Salvatore Pappalardo, aartsbisschop van Palermo, Italië
- Paul-Pierre Philippe, O.P., titulair aartsbisschop van groot Heracleopolis, secretaris van de Congregatie voor de Geloofsleer
- Ugo Poletti, titulair aartsbisschop van Cittanova, vicaris-generaal voor de stad Rome
- Raúl Francisco Primatesta, aartsbisschop van Córdoba, Argentinië
- António Ribeiro, patriarch van Lissabon, Portugal
- José Salazar López, aartsbisschop van Guadalajara, Mexico
- Pio Taofinu’u, S.M., bisschop van Apia, Samoa
- Hermann Volk, bisschop van Mainz Bondsrepubliek Duitsland
- James D'Arcy Freeman, aartsbisschop van Sydney, Australië
- Emile Biayenda, aartsbisschop van Brazzaville, Kongo
- Paul Yoshigorō Taguchi, aartsbisschop van Osaka, Japan
- Luigi Raimondi, titulair aartsbisschop van Tarso, apostolisch gedelegeerde in de Verenigde Staten
- Bolesław Kominek, aartsbisschop van Wrocław, Polen

## Consistorie van 24 mei 1976
- Juan Carlos Aramburu, aartsbisschop van Buenos Aires, Argentinië
- Corrado Bafile, titulair aartsbisschop van Antiochië van Pisidië, pro-prefect van de Congregatie voor de Heilig- en Zaligsprekingsprocessen
- William Wakefield Baum, aartsbisschop van Washington,Verenigde Staten
- Octavio Antonio Beras Rojas, aartsbisschop van Santo Domingo, Dominicaanse Republiek
- Dominic Ignatius Ekandem, aartsbisschop van Ikot-Ekpene, Nigeria
- Basil Hume O.S.B., aartsbisschop van Westminster, Verenigd Koninkrijk
- László Lékai, aartsbisschop van Esztergom, Hongarije
- Aloísio Lorscheider, O.F.M., aartsbisschop van Fortaleza, Brazilië
- Emmanuel Kiwanuka Nsubuga, aartsbisschop van Kampala, Oeganda
- Lawrence Trevor Picachy, S.J., aartsbisschop van Calcutta, India
- Eduardo Francisco Pironio, titulair aartsbisschop van Tiges, secretaris van de Congregatie voor de Instituten van Gewijd Leven en Gemeenschappen van Apostolisch Leven
- Victor Razafimahatratra, S.J. aartsbisschop van Antananarivo, Madagaskar
- Opilio Rossi, titulair aartsbisschop van Ancira, apostolisch nuntius voor Oostenrijk
- Joseph Schröffer, titulair aartsbisschop van Volturno, secretaris van de Congregatie voor de Katholieke Opvoeding
- Giuseppe Maria Sensi, titulair aartsbisschop van Sardi, apostolisch nuntius voor Portugal
- Jaime Lachica Sin, aartsbisschop van Manilla, Filipijnen
- Hyacinthe Thiandoum, aartsbisschop van Dakar, Senegal
- Reginald John Delargey, aartsbisschop van Wellington, Nieuw-Zeeland
- Bolesław Filipiak, deken van de Sacra Rota Romana
- Joseph-Marie Trin Nhu Khu, aartsbisschop van Hanoi, Vietnam
- in pectore (tot het consistorie van 1977): František Tomášek, titulair bisschop van Buto, apostolisch administrator van Praag, Tsjecho-Slowakije

## Consistorie van 29 juni 1977
- Giovanni Benelli, aartsbisschop van Florence, Italië
- Joseph Ratzinger, aartsbisschop van München en Freising, later gekozen tot paus Benedictus XVI
- Bernardin Gantin, pro-president van de Pauselijke Commissie Iustutiae et Pax
- Mario Luigi Ciappi O.P. theoloog van de Pauselijke Huishouding